# 泰普利克
48°39′34″N 29°45′14″E / 48.65944°N 29.75389°E

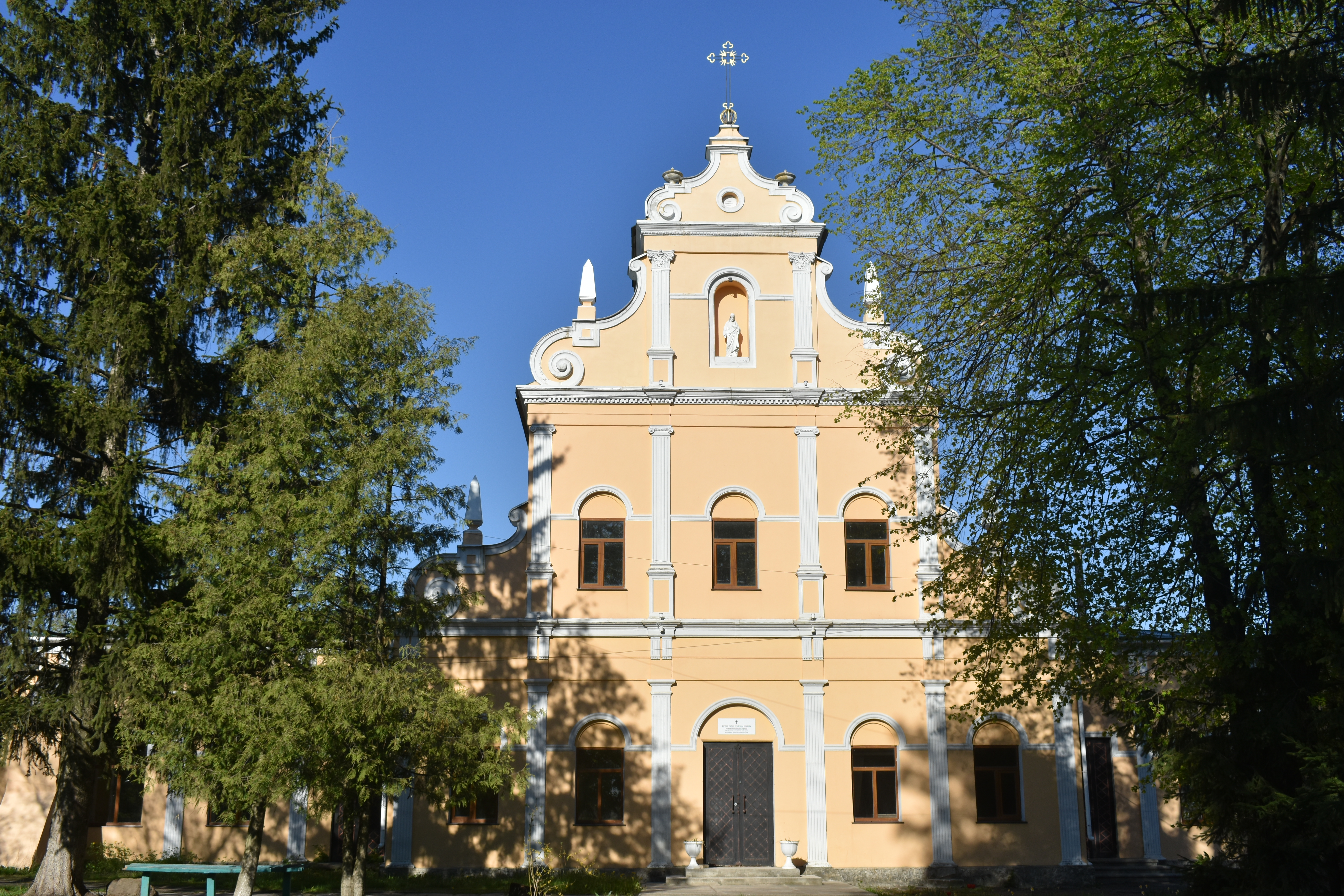
教堂

泰普利克，或译为乔普利克，是位於烏克蘭西南部的市級鎮，由文尼察州海辛區的泰普利克市鎮負責管轄。該鎮處於文尼察以南135公里，面積3.44平方公里，海拔高度193米，2011年人口6,544，人口密度每平方公里1,902人。